# Pierdonato Cesi (1522-1586)
Pierdonato Cesi (Roma, 13 maggio 1522 – Roma, 29 settembre 1586) è stato un cardinale italiano.

## Biografia
Nacque da una nobile famiglia romana: era imparentato con i cardinali Paolo Emilio Cesi, Federico Cesi, Bartolomeo Cesi e Pierdonato Cesi iuniore. Compì gli studi all'Università di Ferrara, all'Università di Perugia, quindi all'Università di Bologna, e ancora a Ferrara, dove conseguì la laurea in giurisprudenza.
Tornò a Roma, dove entrò nella Corte del cardinale Federico Cesi e nella Curia romana, con l'incarico di referendario del Supremo Tribunale della Segnatura Apostolica.
Il 25 giugno 1546 fu nominato amministratore apostolico della diocesi di Narni, incarico che mantenne fino al 12 luglio 1566. Nel frattempo ebbe vari governatorati nelle città dello Stato Pontificio: governatore di Romagna, poi vicelegato a Bologna, governatore a Civitavecchia, cardinale legato a Bologna e di nuovo a Civitavecchia.
Il 17 maggio 1570 papa Pio V lo creò cardinale e ricevette il titolo di Santa Barbara. Il 16 luglio 1570 optò per il titolo dei Santi Vitale, Valeria, Gervasio e Protasio. Il 28 maggio 1584 optò per il titolo di Sant'Anastasia.
Partecipò ai conclavi del 1572 e del 1584, che elessero rispettivamente papa Gregorio XIII e papa Sisto V.
Assieme al fratello Angelo Cesi, contribuì a finanziare i lavori alla chiesa di Santa Maria in Vallicella a Roma, detta tradizionalmente Chiesa Nuova, ove venne sepolto dopo la morte.

## Ascendenza
|                                          |   |                   | Genitori |  |  | Nonni |  |  | Bisnonni    |  |  | Trisnonni               |  |
|                                          |   |                   |          |  |  |       |  |  | Pietro Cesi |  |  | Antonio Chitani di Cesi |  |
|                                          |   |                   |          |  |  |       |  |  | Pietro Cesi |  |  | Antonio Chitani di Cesi |  |
|                                          |   | Angela Ternabili  |          |  |  |       |  |  | Pietro Cesi |  |  |                         |  |
| Pierdonato Cesi, nobile romano           |   |                   |          |  |  |       |  |  | Pietro Cesi |  |  |                         |  |
|                                          |   | Brigida dell'Arca | …        |  |  |       |  |  |             |  |  |                         |  |
|                                          |   | Brigida dell'Arca | …        |  |  |       |  |  |             |  |  |                         |  |
|                                          |   | Brigida dell'Arca | …        |  |  |       |  |  |             |  |  |                         |  |
| Venanzio "Chiappino" Cesi, nobile romano |   | Brigida dell'Arca |          |  |  |       |  |  |             |  |  |                         |  |
|                                          |   | …                 | …        |  |  |       |  |  |             |  |  |                         |  |
|                                          |   | …                 | …        |  |  |       |  |  |             |  |  |                         |  |
|                                          |   | …                 | …        |  |  |       |  |  |             |  |  |                         |  |
| Lucrezia degli Atti                      |   | …                 |          |  |  |       |  |  |             |  |  |                         |  |
|                                          |   | …                 | …        |  |  |       |  |  |             |  |  |                         |  |
|                                          |   | …                 | …        |  |  |       |  |  |             |  |  |                         |  |
|                                          |   | …                 | …        |  |  |       |  |  |             |  |  |                         |  |
| Pierdonato Cesi                          |   | …                 |          |  |  |       |  |  |             |  |  |                         |  |
|                                          | … | …                 |          |  |  |       |  |  |             |  |  |                         |  |
|                                          | … | …                 |          |  |  |       |  |  |             |  |  |                         |  |
|                                          | … | …                 |          |  |  |       |  |  |             |  |  |                         |  |
| Nicodemo Uffreduzzi, patrizio di Todi    | … |                   |          |  |  |       |  |  |             |  |  |                         |  |
|                                          |   | …                 | …        |  |  |       |  |  |             |  |  |                         |  |
|                                          |   | …                 | …        |  |  |       |  |  |             |  |  |                         |  |
|                                          |   | …                 | …        |  |  |       |  |  |             |  |  |                         |  |
| Filippa Uffreduzzi                       |   | …                 |          |  |  |       |  |  |             |  |  |                         |  |
|                                          |   | …                 | …        |  |  |       |  |  |             |  |  |                         |  |
|                                          |   | …                 | …        |  |  |       |  |  |             |  |  |                         |  |
|                                          |   | …                 | …        |  |  |       |  |  |             |  |  |                         |  |
| …                                        |   | …                 |          |  |  |       |  |  |             |  |  |                         |  |
|                                          |   | …                 | …        |  |  |       |  |  |             |  |  |                         |  |
|                                          |   | …                 | …        |  |  |       |  |  |             |  |  |                         |  |
|                                          |   | …                 | …        |  |  |       |  |  |             |  |  |                         |  |
|                                          |   | …                 |          |  |  |       |  |  |             |  |  |                         |  |

## Biografia
- Agostino Borromeo, CESI, Pier Donato, in Dizionario biografico degli italiani, vol. 24, Roma, Istituto dell'Enciclopedia Italiana, 1980. URL consultato il 22 luglio 2016.